# Kompleks startowy nr 1 kosmodromu Cape Canaveral Air Force Station
Kompleks startowy nr 1 (LC-1) – to nieaktywna platforma USAF na wschodnim krańcu przylądka Canaveral na Cape Canaveral Air Force Sation na Florydzie. Został on zbudowany wraz z kompleksami 2, 3 i 4, na początku lat 50. na potrzeby programu rakietowego Snark .
Pierwszy start z tej platformy został przeprowadzony 13 stycznia 1955 roku. Kompleks był wykorzystywany do startów rakiet Snark  do 1960 roku, a następnie służył jako lądowisko dla helikopterów w programie Mercury. Ostatni raz był używany od 1983 do 1989 roku do wypuszczania balonów meterologicznych.